# فیصل عنتر
فیصل عنتر (عربی: فيصل عبد الحسن عنتر؛ زادهٔ ۲۰ دسامبر ۱۹۷۸) بازیکن فوتبال اهل لبنان بود.
از باشگاه‌هایی که در آن بازی کرده‌است می‌توان به باشگاه ورزشی النجمه لبنان اشاره کرد.
وی همچنین در تیم‌های ملی فوتبال زیر ۲۳ سال لبنان و لبنان بازی کرده‌است.